# Sorres

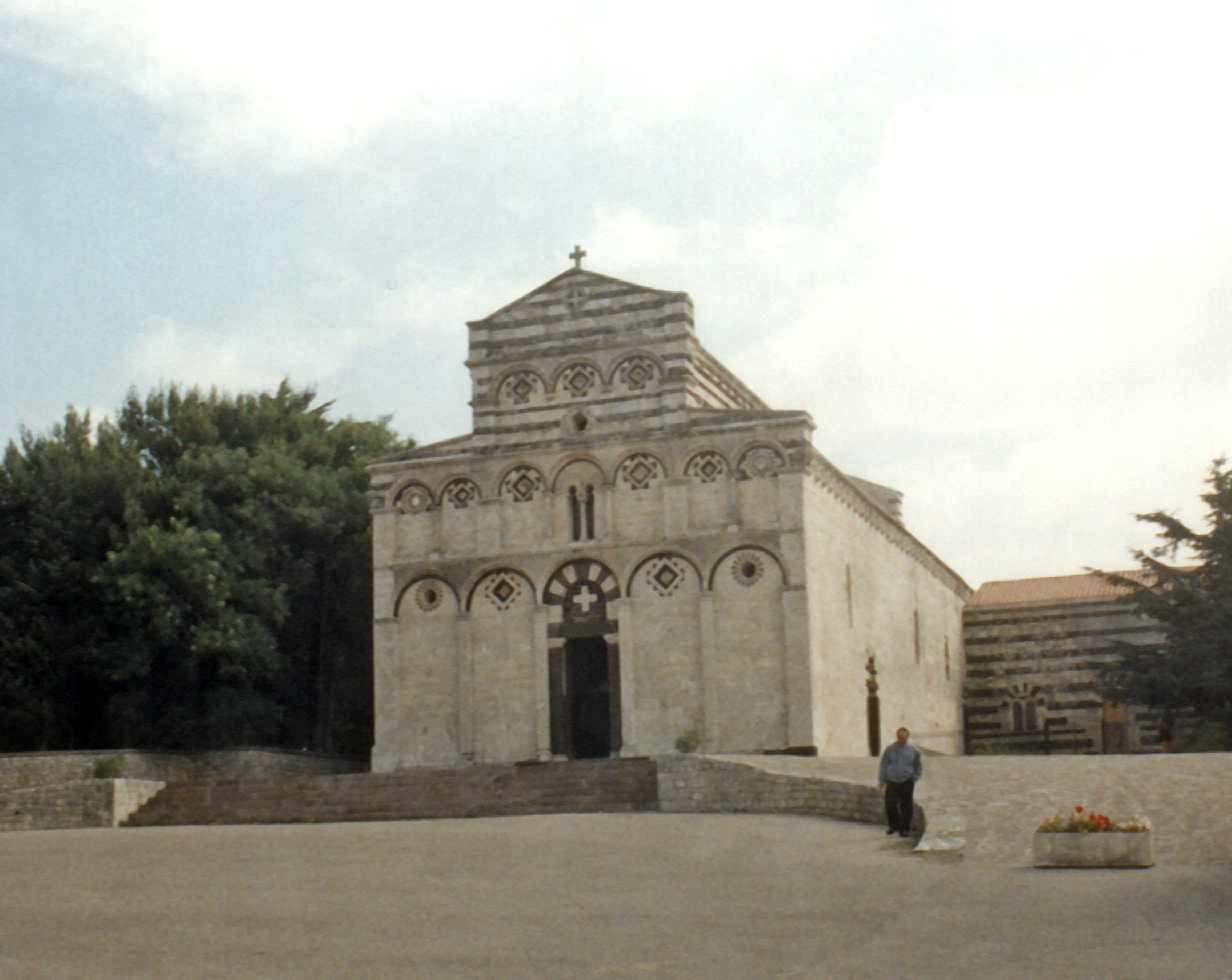
Dawna katedra diecezjalna

Sorres (łac. Dioecesis Sorrensis) – stolica historycznej diecezji w Italii erygowanej w roku 1100, a włączonej w roku 1503 w skład diecezji Sassari.
Współczesne miasto Borutta w prowincji Sassari we Włoszech. Obecnie katolickie biskupstwo tytularne ustanowione w 1968 przez papieża Pawła VI.

## Biskupi tytularni
| Lp. | Biskup             | Funkcja                                           | Od                   | Do                   |
| --- | ------------------ | ------------------------------------------------- | -------------------- | -------------------- |
| 1   | Lorenzo Bianchi    | emerytowany biskup Hongkongu                      | 30 listopada 1968    | 10 października 1976 |
| 2   | Franz Josef Kuhnle | biskup pomocniczy Rottenburga-Stuttgartu (Niemcy) | 13 października 1976 | 4 lutego 2021        |
| 3   | Carlo Villano      | biskup pomocniczy Pozzuoli (Włochy)               | 3 lipca 2021         | 20 czerwca 2023      |
| 4   | Alfonso Amarante   | rektor Papieskiego Uniwersytetu Laterańskiego     | 1 sierpnia 2023      |                      |